# Copa J. League 2002
La Copa J. League 2002, también conocida como Copa Yamazaki Nabisco 2002 por motivos de patrocinio, fue la 27.ª edición de la Copa de la Liga de Japón y la 10.ª edición bajo el actual formato.
El campeón fue Kashima Antlers, tras vencer en la final a Urawa Red Diamonds. De esta manera, el conjunto de la capital de la Prefectura de Ibaraki se consagró por tercera vez en este torneo.

## Formato de competición
- Formaron parte del torneo los 16 equipos que participaron de la J. League Division 1 2002.
- Fase de grupos: se fijó el 27 de abril para el inicio de la participación de los conjuntos, que fueron divididos en cuatro grupos de cuatro clubes cada uno. De esta manera, cada cuadro debió disputar seis juegos en total -tres de local y tres de visitante-.
  - Para determinar el orden de clasificación de los equipos se utilizó el siguiente criterio:

1. Puntos obtenidos.
2. Diferencia de goles.
3. Goles a favor.
4. Sorteo.
Los dos mejores de cada grupo a la fase final.
- Fase final: se llevó a cabo entre los ocho clubes provenientes de la primera fase.
  - Los cuartos de final, las semifinales y la final se jugaron a un solo partido. En caso de empate en los 90 minutos se haría una prórroga con gol de oro; si aún persistía la igualdad se ejecutaría una tanda de penales.

Desde este año los clubes de la J2 League ya no participaron más. Esto se debió a que el calendario de la segunda división era de cuatro rondas (al ser 12 equipos en la temporada 2002, el número de fechas aumentó a 44), por lo que el fixture de la Copa J. League saturaría de encuentros a estos cuadros. Fue la primera vez desde 1996 que los clubes de la segunda categoría no participarían de este certamen, de manera tal que se disputó este torneo solamente con equipos de la J1 League. Como el formato utilizado el año anterior haría reducir drásticamente la cantidad de partidos de la Copa J. League, se restauró la fase de grupos, utilizada por última vez en 1998.

## Calendario
| Etapa          | Ronda            | Día                     | Observaciones                                          |
| -------------- | ---------------- | ----------------------- | ------------------------------------------------------ |
| Fase de grupos | Fecha 1          | 27 de abril de 2002     | Sin observaciones                                      |
| Fase de grupos | Fecha 2          | 30 de abril de 2002     | Sin observaciones                                      |
| Fase de grupos | Fecha 3          | 3 de mayo de 2002       | Sin observaciones                                      |
| Fase de grupos | Fecha 4          | 6 de mayo de 2002       | Sin observaciones                                      |
| Fase de grupos | Fecha 5          | 9 de mayo de 2002       | Sin observaciones                                      |
| Fase de grupos | Fecha 6          | 12 de mayo de 2002      | Sin observaciones                                      |
| Fase final     | Cuartos de final | 4 de septiembre de 2002 | Sin observaciones                                      |
| Fase final     | Semifinales      | 2 de octubre de 2002    | Participación de los ganadores de los cuartos de final |
| Fase final     | Final            | 4 de noviembre de 2002  | Participación de los ganadores de las semifinales      |

## Fase de grupos

### Grupo A
| Equipo            | Pts | PJ | PG | PE | PP | GF | GC | DG |
| ----------------- | --- | -- | -- | -- | -- | -- | -- | -- |
| Júbilo Iwata      | 12  | 6  | 3  | 3  | 0  | 9  | 2  | +7 |
| Kashiwa Reysol    | 7   | 6  | 1  | 4  | 1  | 2  | 2  | 0  |
| Vegalta Sendai    | 6   | 6  | 1  | 3  | 2  | 4  | 8  | -4 |
| Consadole Sapporo | 5   | 6  | 1  | 2  | 3  | 3  | 6  | -3 |

| \| Fecha \| Lugar \| Local \| Resultado \| Visitante \| \| ----------- \| --------- \| ----------------- \| --------- \| ----------------- \| \| 27 de abril \| Kagoshima \| Júbilo Iwata \| 5:1 \| Vegalta Sendai \| \| 27 de abril \| Kashima \| Kashiwa Reysol \| 1:0 \| Consadole Sapporo \| \| 30 de abril \| Sendai \| Vegalta Sendai \| 1:1 \| Kashiwa Reysol \| \| 30 de abril \| Sapporo \| Consadole Sapporo \| 0:0 \| Júbilo Iwata \| \| 3 de mayo \| Sendai \| Vegalta Sendai \| 1:0 \| Consadole Sapporo \| \| 3 de mayo \| Iwata \| Júbilo Iwata \| 0:0 \| Kashiwa Reysol \| \| 6 de mayo \| Hakodate \| Consadole Sapporo \| 1:1 \| Vegalta Sendai \| \| 6 de mayo \| Kashima \| Kashiwa Reysol \| 0:0 \| Júbilo Iwata \| \| 9 de mayo \| Kashima \| Kashiwa Reysol \| 0:0 \| Vegalta Sendai \| \| 9 de mayo \| Iwata \| Júbilo Iwata \| 3:1 \| Consadole Sapporo \| \| 12 de mayo \| Muroran \| Consadole Sapporo \| 1:0 \| Kashiwa Reysol \| \| 12 de mayo \| Sendai \| Vegalta Sendai \| 0:1 \| Júbilo Iwata \| |           |                   |           |                   |
| Fecha | Lugar     | Local             | Resultado | Visitante         |
| 27 de abril | Kagoshima | Júbilo Iwata      | 5:1       | Vegalta Sendai    |
| 27 de abril | Kashima   | Kashiwa Reysol    | 1:0       | Consadole Sapporo |
| 30 de abril | Sendai    | Vegalta Sendai    | 1:1       | Kashiwa Reysol    |
| 30 de abril | Sapporo   | Consadole Sapporo | 0:0       | Júbilo Iwata      |
| 3 de mayo | Sendai    | Vegalta Sendai    | 1:0       | Consadole Sapporo |
| 3 de mayo | Iwata     | Júbilo Iwata      | 0:0       | Kashiwa Reysol    |
| 6 de mayo | Hakodate  | Consadole Sapporo | 1:1       | Vegalta Sendai    |
| 6 de mayo | Kashima   | Kashiwa Reysol    | 0:0       | Júbilo Iwata      |
| 9 de mayo | Kashima   | Kashiwa Reysol    | 0:0       | Vegalta Sendai    |
| 9 de mayo | Iwata     | Júbilo Iwata      | 3:1       | Consadole Sapporo |
| 12 de mayo | Muroran   | Consadole Sapporo | 1:0       | Kashiwa Reysol    |
| 12 de mayo | Sendai    | Vegalta Sendai    | 0:1       | Júbilo Iwata      |

### Grupo B
| Equipo           | Pts | PJ | PG | PE | PP | GF | GC | DG |
| ---------------- | --- | -- | -- | -- | -- | -- | -- | -- |
| F.C. Tokyo       | 13  | 6  | 4  | 1  | 1  | 8  | 3  | +5 |
| Shimizu S-Pulse  | 12  | 6  | 4  | 0  | 2  | 9  | 8  | +1 |
| Tokyo Verdy 1969 | 7   | 6  | 2  | 1  | 3  | 10 | 10 | 0  |
| Vissel Kobe      | 2   | 6  | 0  | 2  | 4  | 5  | 11 | -6 |

| \| Fecha \| Lugar \| Local \| Resultado \| Visitante \| \| ----------- \| -------- \| ---------------- \| --------- \| ---------------- \| \| 27 de abril \| Tokio \| F.C. Tokyo \| 3:0 \| Shimizu S-Pulse \| \| 27 de abril \| Kōbe \| Vissel Kobe \| 1:1 \| Tokyo Verdy 1969 \| \| 30 de abril \| Chōfu \| Tokyo Verdy 1969 \| 0:1 \| F.C. Tokyo \| \| 30 de abril \| Shizuoka \| Shimizu S-Pulse \| 2:1 \| Vissel Kobe \| \| 3 de mayo \| Chōfu \| Tokyo Verdy 1969 \| 2:0 \| Shimizu S-Pulse \| \| 3 de mayo \| Kōbe \| Vissel Kobe \| 0:0 \| F.C. Tokyo \| \| 6 de mayo \| Chōfu \| F.C. Tokyo \| 1:0 \| Vissel Kobe \| \| 6 de mayo \| Shizuoka \| Shimizu S-Pulse \| 3:1 \| Tokyo Verdy 1969 \| \| 9 de mayo \| Tokio \| F.C. Tokyo \| 2:1 \| Tokyo Verdy 1969 \| \| 9 de mayo \| Kōbe \| Vissel Kobe \| 0:2 \| Shimizu S-Pulse \| \| 12 de mayo \| Aomori \| Tokyo Verdy 1969 \| 5:3 \| Vissel Kobe \| \| 12 de mayo \| Shizuoka \| Shimizu S-Pulse \| 2:1 \| F.C. Tokyo \| |          |                  |           |                  |
| Fecha | Lugar    | Local            | Resultado | Visitante        |
| 27 de abril | Tokio    | F.C. Tokyo       | 3:0       | Shimizu S-Pulse  |
| 27 de abril | Kōbe     | Vissel Kobe      | 1:1       | Tokyo Verdy 1969 |
| 30 de abril | Chōfu    | Tokyo Verdy 1969 | 0:1       | F.C. Tokyo       |
| 30 de abril | Shizuoka | Shimizu S-Pulse  | 2:1       | Vissel Kobe      |
| 3 de mayo | Chōfu    | Tokyo Verdy 1969 | 2:0       | Shimizu S-Pulse  |
| 3 de mayo | Kōbe     | Vissel Kobe      | 0:0       | F.C. Tokyo       |
| 6 de mayo | Chōfu    | F.C. Tokyo       | 1:0       | Vissel Kobe      |
| 6 de mayo | Shizuoka | Shimizu S-Pulse  | 3:1       | Tokyo Verdy 1969 |
| 9 de mayo | Tokio    | F.C. Tokyo       | 2:1       | Tokyo Verdy 1969 |
| 9 de mayo | Kōbe     | Vissel Kobe      | 0:2       | Shimizu S-Pulse  |
| 12 de mayo | Aomori   | Tokyo Verdy 1969 | 5:3       | Vissel Kobe      |
| 12 de mayo | Shizuoka | Shimizu S-Pulse  | 2:1       | F.C. Tokyo       |

### Grupo C
| Equipo              | Pts | PJ | PG | PE | PP | GF | GC | DG |
| ------------------- | --- | -- | -- | -- | -- | -- | -- | -- |
| JEF United Ichihara | 11  | 6  | 3  | 2  | 1  | 14 | 10 | +4 |
| Gamba Osaka         | 8   | 6  | 2  | 2  | 2  | 12 | 12 | 0  |
| Yokohama F. Marinos | 7   | 6  | 2  | 1  | 3  | 5  | 8  | -3 |
| Kyoto Purple Sanga  | 6   | 6  | 1  | 3  | 2  | 7  | 8  | -1 |

| \| Fecha \| Lugar \| Local \| Resultado \| Visitante \| \| ----------- \| -------- \| ------------------- \| --------- \| ------------------- \| \| 27 de abril \| Ichihara \| JEF United Ichihara \| 2:0 \| Yokohama F. Marinos \| \| 27 de abril \| Suita \| Gamba Osaka \| 2:2 \| Kyoto Purple Sanga \| \| 30 de abril \| Kioto \| Kyoto Purple Sanga \| 1:1 \| JEF United Ichihara \| \| 30 de abril \| Suita \| Gamba Osaka \| 0:1 \| Yokohama F. Marinos \| \| 3 de mayo \| Ichihara \| JEF United Ichihara \| 4:4 \| Gamba Osaka \| \| 3 de mayo \| Yokohama \| Yokohama F. Marinos \| 0:0 \| Kyoto Purple Sanga \| \| 6 de mayo \| Kioto \| Kyoto Purple Sanga \| 2:1 \| Yokohama F. Marinos \| \| 6 de mayo \| Suita \| Gamba Osaka \| 3:2 \| JEF United Ichihara \| \| 9 de mayo \| Ichihara \| JEF United Ichihara \| 2:1 \| Kyoto Purple Sanga \| \| 9 de mayo \| Yokohama \| Yokohama F. Marinos \| 2:1 \| Gamba Osaka \| \| 12 de mayo \| Kioto \| Kyoto Purple Sanga \| 1:2 \| Gamba Osaka \| \| 12 de mayo \| Yokohama \| Yokohama F. Marinos \| 1:3 \| JEF United Ichihara \| |          |                     |           |                     |
| Fecha | Lugar    | Local               | Resultado | Visitante           |
| 27 de abril | Ichihara | JEF United Ichihara | 2:0       | Yokohama F. Marinos |
| 27 de abril | Suita    | Gamba Osaka         | 2:2       | Kyoto Purple Sanga  |
| 30 de abril | Kioto    | Kyoto Purple Sanga  | 1:1       | JEF United Ichihara |
| 30 de abril | Suita    | Gamba Osaka         | 0:1       | Yokohama F. Marinos |
| 3 de mayo | Ichihara | JEF United Ichihara | 4:4       | Gamba Osaka         |
| 3 de mayo | Yokohama | Yokohama F. Marinos | 0:0       | Kyoto Purple Sanga  |
| 6 de mayo | Kioto    | Kyoto Purple Sanga  | 2:1       | Yokohama F. Marinos |
| 6 de mayo | Suita    | Gamba Osaka         | 3:2       | JEF United Ichihara |
| 9 de mayo | Ichihara | JEF United Ichihara | 2:1       | Kyoto Purple Sanga  |
| 9 de mayo | Yokohama | Yokohama F. Marinos | 2:1       | Gamba Osaka         |
| 12 de mayo | Kioto    | Kyoto Purple Sanga  | 1:2       | Gamba Osaka         |
| 12 de mayo | Yokohama | Yokohama F. Marinos | 1:3       | JEF United Ichihara |

### Grupo D
| Equipo               | Pts | PJ | PG | PE | PP | GF | GC | DG |
| -------------------- | --- | -- | -- | -- | -- | -- | -- | -- |
| Urawa Red Diamonds   | 13  | 6  | 4  | 1  | 1  | 12 | 10 | +2 |
| Kashima Antlers      | 9   | 6  | 3  | 0  | 3  | 9  | 10 | -1 |
| Nagoya Grampus Eight | 7   | 6  | 2  | 1  | 3  | 11 | 9  | +2 |
| Sanfrecce Hiroshima  | 5   | 6  | 1  | 2  | 3  | 4  | 7  | -3 |

| \| Fecha \| Lugar \| Local \| Resultado \| Visitante \| \| ----------- \| ----------- \| -------------------- \| --------- \| -------------------- \| \| 27 de abril \| Nagoya \| Nagoya Grampus Eight \| 0:2 \| Urawa Red Diamonds \| \| 27 de abril \| Hitachinaka \| Kashima Antlers \| 1:0 \| Sanfrecce Hiroshima \| \| 30 de abril \| Hiroshima \| Sanfrecce Hiroshima \| 1:1 \| Nagoya Grampus Eight \| \| 30 de abril \| Saitama \| Urawa Red Diamonds \| 3:2 \| Kashima Antlers \| \| 3 de mayo \| Hitachinaka \| Kashima Antlers \| 3:1 \| Nagoya Grampus Eight \| \| 3 de mayo \| Hiroshima \| Sanfrecce Hiroshima \| 0:0 \| Urawa Red Diamonds \| \| 6 de mayo \| Nagoya \| Nagoya Grampus Eight \| 3:0 \| Kashima Antlers \| \| 6 de mayo \| Saitama \| Urawa Red Diamonds \| 3:1 \| Sanfrecce Hiroshima \| \| 9 de mayo \| Naka \| Kashima Antlers \| 2:3 \| Urawa Red Diamonds \| \| 9 de mayo \| Nagoya \| Nagoya Grampus Eight \| 1:2 \| Sanfrecce Hiroshima \| \| 12 de mayo \| Saitama \| Urawa Red Diamonds \| 1:5 \| Nagoya Grampus Eight \| \| 12 de mayo \| Hiroshima \| Sanfrecce Hiroshima \| 0:1 \| Kashima Antlers \| |             |                      |           |                      |
| Fecha | Lugar       | Local                | Resultado | Visitante            |
| 27 de abril | Nagoya      | Nagoya Grampus Eight | 0:2       | Urawa Red Diamonds   |
| 27 de abril | Hitachinaka | Kashima Antlers      | 1:0       | Sanfrecce Hiroshima  |
| 30 de abril | Hiroshima   | Sanfrecce Hiroshima  | 1:1       | Nagoya Grampus Eight |
| 30 de abril | Saitama     | Urawa Red Diamonds   | 3:2       | Kashima Antlers      |
| 3 de mayo | Hitachinaka | Kashima Antlers      | 3:1       | Nagoya Grampus Eight |
| 3 de mayo | Hiroshima   | Sanfrecce Hiroshima  | 0:0       | Urawa Red Diamonds   |
| 6 de mayo | Nagoya      | Nagoya Grampus Eight | 3:0       | Kashima Antlers      |
| 6 de mayo | Saitama     | Urawa Red Diamonds   | 3:1       | Sanfrecce Hiroshima  |
| 9 de mayo | Naka        | Kashima Antlers      | 2:3       | Urawa Red Diamonds   |
| 9 de mayo | Nagoya      | Nagoya Grampus Eight | 1:2       | Sanfrecce Hiroshima  |
| 12 de mayo | Saitama     | Urawa Red Diamonds   | 1:5       | Nagoya Grampus Eight |
| 12 de mayo | Hiroshima   | Sanfrecce Hiroshima  | 0:1       | Kashima Antlers      |

## Fase final

### Cuadro de desarrollo
|  | Cuartos de final    | Cuartos de final |                           |                        | Semifinales  | Semifinales  |  |                 | Final          | Final          |  |
|  | 4 de septiembre     | 4 de septiembre  |                           |                        | 2 de octubre | 2 de octubre |  |                 | 4 de noviembre | 4 de noviembre |  |
|  |                     |                  |                           |                        |              |              |  |                 |                |                |  |
|  |                     |                  |                           |                        |              |              |  |                 |                |                |  |
|  | Júbilo Iwata        | 1                |                           |                        |              |              |  |                 |                |                |  |
|  | Júbilo Iwata        | 1                |                           |                        |              |              |  |                 |                |                |  |
|  | Kashima Antlers     | 2                |                           |                        |              |              |  |                 |                |                |  |
|  | Kashima Antlers     | 2                |                           | Kashima Antlers (t.s.) | 2            |              |  |                 |                |                |  |
|  |                     |                  |                           | Kashima Antlers (t.s.) | 2            |              |  |                 |                |                |  |
|  |                     |                  | Shimizu S-Pulse           | 1                      |              |              |  |                 |                |                |  |
|  | JEF United Ichihara | 0                | Shimizu S-Pulse           | 1                      |              |              |  |                 |                |                |  |
|  | JEF United Ichihara | 0                |                           |                        |              |              |  |                 |                |                |  |
|  | Shimizu S-Pulse     | 3                |                           |                        |              |              |  |                 |                |                |  |
|  | Shimizu S-Pulse     | 3                |                           |                        |              |              |  | Kashima Antlers | 1              |                |  |
|  |                     |                  |                           |                        |              |              |  | Kashima Antlers | 1              |                |  |
|  |                     |                  | Urawa Red Diamonds        | 0                      |              |              |  |                 |                |                |  |
|  | F.C. Tokyo          | 1                | Urawa Red Diamonds        | 0                      |              |              |  |                 |                |                |  |
|  | F.C. Tokyo          | 1                |                           |                        |              |              |  |                 |                |                |  |
|  | Gamba Osaka         | 3                |                           |                        |              |              |  |                 |                |                |  |
|  | Gamba Osaka         | 3                |                           | Gamba Osaka            | 2            |              |  |                 |                |                |  |
|  |                     |                  |                           | Gamba Osaka            | 2            |              |  |                 |                |                |  |
|  |                     |                  | Urawa Red Diamonds (t.s.) | 3                      |              |              |  |                 |                |                |  |
|  | Urawa Red Diamonds  | 1                | Urawa Red Diamonds (t.s.) | 3                      |              |              |  |                 |                |                |  |
|  | Urawa Red Diamonds  | 1                |                           |                        |              |              |  |                 |                |                |  |
|  | Kashiwa Reysol      | 0                |                           |                        |              |              |  |                 |                |                |  |
|  | Kashiwa Reysol      | 0                |                           |                        |              |              |  |                 |                |                |  |
|  |                     |                  |                           |                        |              |              |  |                 |                |                |  |

- Los horarios de los partidos corresponden al huso horario de Japón: (UTC+9)

### Cuartos de final
| 4 de septiembre de 2002, 19:00 | Júbilo Iwata | 1:2 (1:1) | Kashima Antlers | Estadio Yamaha, Iwata                                       |                                                             |
|                                | Nakayama 7'  | Reporte   | Euller 22', 74' | Asistencia: 10.706 espectadores Árbitro(s): Masayoshi Okada | Asistencia: 10.706 espectadores Árbitro(s): Masayoshi Okada |

| 4 de septiembre de 2002, 19:03 | JEF United Ichihara | 0:3 (0:1) | Shimizu S-Pulse                           | Estadio Playa Ichihara, Ichihara                         |                                                          |
|                                |                     | Reporte   | Hiramatsu 27' · Santos 55' · Kuboyama 89' | Asistencia: 3.345 espectadores Árbitro(s): Tōru Kamikawa | Asistencia: 3.345 espectadores Árbitro(s): Tōru Kamikawa |

| 4 de septiembre de 2002, 19:03 | F.C. Tokyo | 1:3 (1:0) | Gamba Osaka                       | Estadio Ajinomoto, Chōfu                                   |                                                            |
|                                | Toda 28'   | Reporte   | Endō 53' · Araiba 62' · Ōguro 76' | Asistencia: 10.895 espectadores Árbitro(s): Jōji Kashihara | Asistencia: 10.895 espectadores Árbitro(s): Jōji Kashihara |

| 4 de septiembre de 2002, 19:04 | Urawa Red Diamonds | 1:0 (0:0) | Kashiwa Reysol | Estadio Urawa Komaba, Saitama                                 |                                                               |
|                                | Emerson 69'        | Reporte   |                | Asistencia: 9.597 espectadores Árbitro(s): Toshimitsu Yoshida | Asistencia: 9.597 espectadores Árbitro(s): Toshimitsu Yoshida |

### Semifinales
| 2 de octubre de 2002, 19:00 | Kashima Antlers            | 2:1 (1:1, 1:0) (t. s.) | Shimizu S-Pulse | Estadio de Kashima, Kashima                                |                                                            |
|                             | 25' (a.g.) · Hasegawa 106' | Reporte                | Santos 67'      | Asistencia: 9.102 espectadores Árbitro(s): Masayoshi Okada | Asistencia: 9.102 espectadores Árbitro(s): Masayoshi Okada |

| 2 de octubre de 2002, 19:00 | Gamba Osaka     | 2:3 (2:2, 2:1) (t. s.) | Urawa Red Diamonds    | Estadio de la Expo '70 de Osaka, Suita                   |                                                          |
|                             | Magrão 34', 38' | Reporte                | Emerson 20', 49' 107' | Asistencia: 7.440 espectadores Árbitro(s): Tōru Kamikawa | Asistencia: 7.440 espectadores Árbitro(s): Tōru Kamikawa |

### Final
| 4 de noviembre de 2002, 14:09 | Kashima Antlers | 1:0 (0:0) | Urawa Red Diamonds | Estadio Nacional, Tokio                                        |                                                                |
|                               | Ogasawara 59'   | Reporte   |                    | Asistencia: 56.064 espectadores Árbitro(s): Toshimitsu Yoshida | Asistencia: 56.064 espectadores Árbitro(s): Toshimitsu Yoshida |

#### Detalles
| 21         | Guardameta     | Hitoshi Sogahata   |     |
| 2          | Defensa        | Akira Narahashi    |     |
| 3          | Defensa        | Yutaka Akita       |     |
| 4          | Defensa        | Fabiano            |     |
| 16         | Defensa        | Augusto            |     |
| 6          | Centrocampista | Yasuto Honda       |     |
| 5          | Centrocampista | Kōji Nakata        |     |
| 8          | Centrocampista | Mitsuo Ogasawara   |     |
| 10         | Centrocampista | Masashi Motoyama   | 87' |
| 13         | Delantero      | Atsushi Yanagisawa |     |
| 31         | Delantero      | Euller             | 89' |
| Entrenador | Entrenador     | Toninho Cerezo     |     |

| 21         | Guardameta     | Norihiro Yamagishi |     |
| 3          | Defensa        | Masami Ihara       | 78' |
| 20         | Defensa        | Keisuke Tsuboi     |     |
| 19         | Defensa        | Hideki Uchidate    |     |
| 2          | Centrocampista | Nobuhisa Yamada    |     |
| 13         | Centrocampista | Keita Suzuki       |     |
| 28         | Centrocampista | Tadaaki Hirakawa   |     |
| 9          | Centrocampista | Masahiro Fukuda    |     |
| 7          | Delantero      | Yūichirō Nagai     | 69' |
| 11         | Delantero      | Tuto               |     |
| 10         | Delantero      | Emerson            |     |
| Entrenador | Entrenador     | Hans Ooft          |     |

| 17 | Defensa   | Jun Uchida         | 87' |
| 11 | Delantero | Yoshiyuki Hasegawa | 89' |

| 18 | Delantero | Tatsuya Tanaka | 69' |
| 5  | Defensa   | Ichiei Muroi   | 78' |

| Anotado | 59' | Mitsuo Ogasawara | 1-0 |

| Amonestado | 34' | Mitsuo Ogasawara |
| Amonestado | 46' | Euller           |
| Amonestado | 58' | Akira Narahashi  |

| Amonestado | 0'  | Emerson         |
| Amonestado | 71' | Nobuhisa Yamada |
| Amonestado | 76' | Masami Ihara    |

| Árbitro             | Toshimitsu Yoshida |
| Árbitros asistentes | Noboru Ishiyama    |
| Árbitros asistentes | Masatoshi Shibata  |
| Cuarto árbitro      | Jōji Kashihara     |

| 21         | Guardameta     | Hitoshi Sogahata   |     |
| 2          | Defensa        | Akira Narahashi    |     |
| 3          | Defensa        | Yutaka Akita       |     |
| 4          | Defensa        | Fabiano            |     |
| 16         | Defensa        | Augusto            |     |
| 6          | Centrocampista | Yasuto Honda       |     |
| 5          | Centrocampista | Kōji Nakata        |     |
| 8          | Centrocampista | Mitsuo Ogasawara   |     |
| 10         | Centrocampista | Masashi Motoyama   | 87' |
| 13         | Delantero      | Atsushi Yanagisawa |     |
| 31         | Delantero      | Euller             | 89' |
| Entrenador | Entrenador     | Toninho Cerezo     |     |

| 21         | Guardameta     | Norihiro Yamagishi |     |
| 3          | Defensa        | Masami Ihara       | 78' |
| 20         | Defensa        | Keisuke Tsuboi     |     |
| 19         | Defensa        | Hideki Uchidate    |     |
| 2          | Centrocampista | Nobuhisa Yamada    |     |
| 13         | Centrocampista | Keita Suzuki       |     |
| 28         | Centrocampista | Tadaaki Hirakawa   |     |
| 9          | Centrocampista | Masahiro Fukuda    |     |
| 7          | Delantero      | Yūichirō Nagai     | 69' |
| 11         | Delantero      | Tuto               |     |
| 10         | Delantero      | Emerson            |     |
| Entrenador | Entrenador     | Hans Ooft          |     |

| 17 | Defensa   | Jun Uchida         | 87' |
| 11 | Delantero | Yoshiyuki Hasegawa | 89' |

| 18 | Delantero | Tatsuya Tanaka | 69' |
| 5  | Defensa   | Ichiei Muroi   | 78' |

| Anotado | 59' | Mitsuo Ogasawara | 1-0 |

| Amonestado | 34' | Mitsuo Ogasawara |
| Amonestado | 46' | Euller           |
| Amonestado | 58' | Akira Narahashi  |

| Amonestado | 0'  | Emerson         |
| Amonestado | 71' | Nobuhisa Yamada |
| Amonestado | 76' | Masami Ihara    |

| Árbitro             | Toshimitsu Yoshida |
| Árbitros asistentes | Noboru Ishiyama    |
| Árbitros asistentes | Masatoshi Shibata  |
| Cuarto árbitro      | Jōji Kashihara     |

|                                     |
| Bandera de Prefectura de Ibaraki    |
| Campeón Kashima Antlers 3.er título |

## Estadísticas

### Goleadores
| Jugador                                  | Club                | Goles | PJ |
| ---------------------------------------- | ------------------- | ----- | -- |
| Emerson                                  | Urawa Red Diamonds  | 6     | 6  |
| Magrão                                   | Gamba Osaka         | 6     | 8  |
| Tuto                                     | Urawa Red Diamonds  | 5     | 8  |
| Edmundo                                  | Tokyo Verdy 1969    | 5     | 6  |
| Marcelinho                               | Gamba Osaka         | 4     | 6  |
| Yoshiyuki Hasegawa                       | Kashima Antlers     | 3     | 8  |
| Shin'ichi Mutō                           | JEF United Ichihara | 3     | 7  |
| Kenji Fukuda                             | F.C. Tokyo          | 3     | 7  |
| Última actualización: 13 de mayo de 2017 |                     |       |    |

### Mejor Jugador
| Jugador          | Club            |
| ---------------- | --------------- |
| Mitsuo Ogasawara | Kashima Antlers |

### Premio Nuevo Héroe
El Premio Nuevo Héroe es entregado al mejor jugador del torneo menor de 23 años.
| Jugador        | Club               |
| -------------- | ------------------ |
| Keisuke Tsuboi | Urawa Red Diamonds |